# Immeuble au 18, rue de l'Héronnière de Nantes
L'immeuble, bâti au XVIIIe siècle et XIXe siècle, est situé au no 18 de la rue de l'Héronnière et sur le cours Cambronne à Nantes, en France. L'immeuble a été inscrit au titre des monuments historiques en 1949.

## Historique

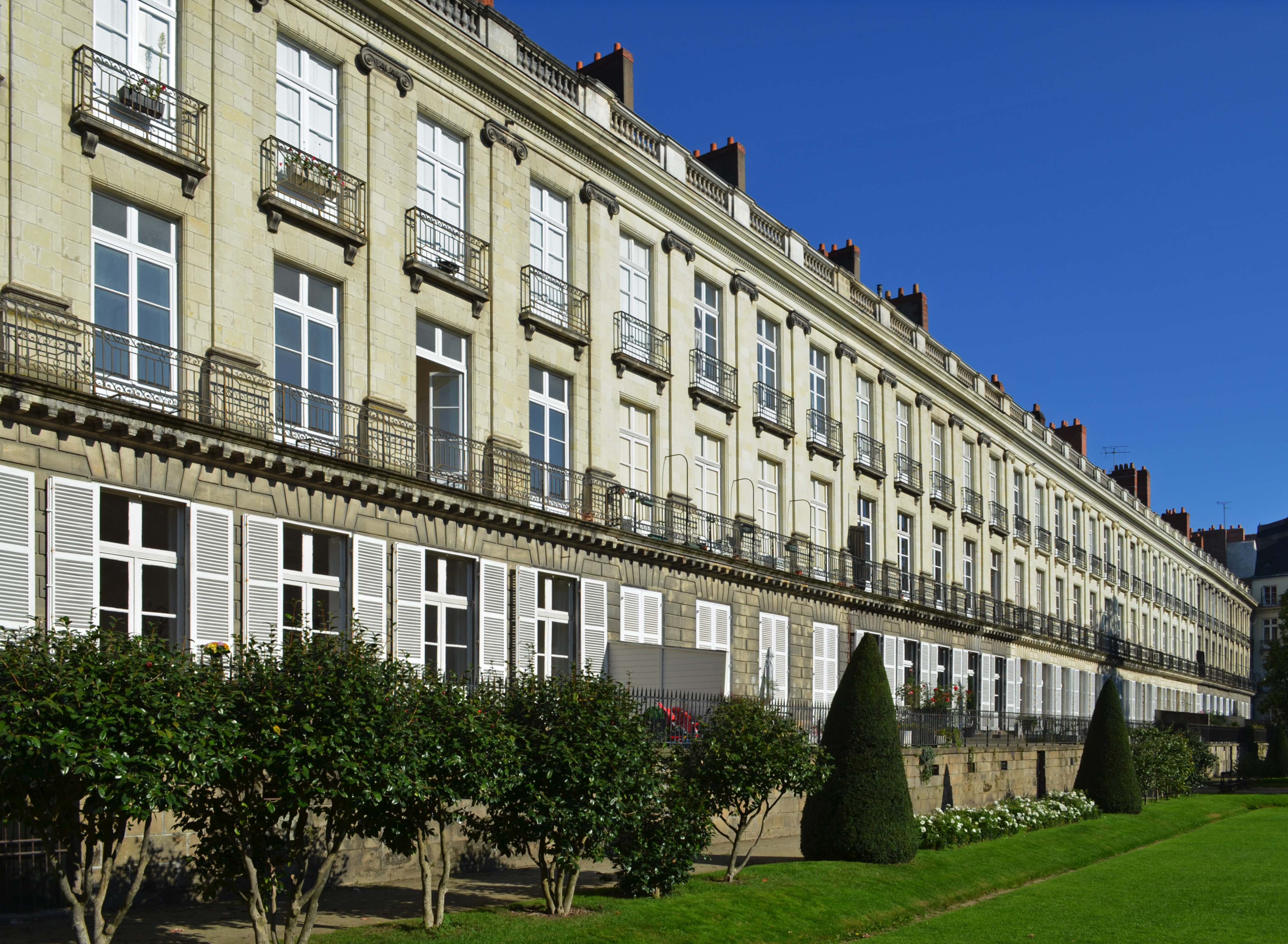
Cours Cambronne.

Le bâtiment est inscrit au titre des monuments historiques par arrêté du 19 août 1949.